# Habitatge a la plaça de la Vila, 37 (Martorell)
L'Habitatge a la plaça de la Vila, 37 és una obra eclèctica de Martorell (Baix Llobregat) inclosa a l'Inventari del Patrimoni Arquitectònic de Catalunya.

## Descripció
Edifici entre mitgeres de planta baixa, tres pisos i coberta de teula àrab. Els buits de façana no presenten composició simètrica. L'obertura balconera del primer és allindanada, ornada per frontó doble i semi pilastres en els muntants. El segon pis és la part més representativa de l'edifici: tres finestres allindanades, geminades per columnes amb capitell ornat i vidres emplomats, cartel·les intercalades per aplacat ceràmic i ràfec. Fusteria de fusta i persianes de llibret.